# 日本ゼオン
日本ゼオン株式会社（にっぽんゼオン、英: Zeon Corporation）は、東京都千代田区丸の内に本社を置く古河グループの化学メーカー。
塩化ビニル樹脂のメーカーとして古河グループ各社と米国B.F.グッドリッチ・ケミカル社の資本提携と技術で設立された。日本初の合成ゴム・合成ラテックスの製造メーカーとして知られ、現在では合成ゴムや高機能樹脂の製造・開発をメインとする。
グッドリッチ社の塩化ビニル樹脂の商標「ゼオン」（Geon）を取って社名とした。また、その名の由来として「ゼオ」（Geo）はギリシャ語で大地、「エオン」（Eon）は永遠を意味し、その合成語である「ゼオン」には、「大地から原料を得て永遠に栄える」という意味が込められている。

## 主力製品・事業
- 輸送用途
  - 自動車用タイヤ、自動車用部品、船舶
- 電子・電気用途
  - 記録、半導体、表示、エネルギー、通信
- 土木・建築・住宅用途
  - 土木・公園資材、道路資材、包装物流資材、住宅・建設材料
- 生活環境用途
  - 食品・食品雑貨、医療・医薬品、日用品、印刷・出版、光学機器、スポーツ・レジャー
- その他用途
  - 改質剤、工業薬品、産業資材

## 主要事業所
- 本社 - 東京都千代田区丸の内1-6-2 新丸の内センタービル
- 総合開発センター - 神奈川県川崎市川崎区夜光1-2-1
- 高岡工場 - 富山県高岡市荻布630
- 川崎工場 - 神奈川県川崎市川崎区夜光1-2-1
- 水島工場 - 岡山県倉敷市児島塩生字新浜2767-1
- 徳山工場 - 山口県周南市那智町2-1
- 敦賀工場 - 福井県敦賀市莇生野35
- 大阪事務所 - 大阪市北区堂島浜2-1-9 古河大阪ビル西館
- 名古屋事務所 - 名古屋市中区錦1-18-24 HF伏見ビル

## 沿革
- 1950年（昭和25年） - 合成樹脂の製造販売を目的として、日本ゼオン株式会社を資本金5百万円で設立。本社を東京都中央区銀座西7丁目3番地の日本軽金属本社ビル（現在のヒューリック銀座7丁目ビル）内に置く。
- 1951年（昭和26年） - B.F.グッドリッチ・ケミカル社と塩化ビニル樹脂製造に関する技術提携。
- 1961年（昭和36年） - 東京証券取引所に株式を上場、10月には大阪、名古屋にも上場。
- 1965年（昭和40年） - 本社を千代田区丸の内二丁目に移設。
- 1970年（昭和45年） - B.F.グッドリッチ・ケミカル社が当社保有株をすべて日本側に譲渡。
- 1971年（昭和46年） - 商標名をGeonからZeonに変更。
- 2000年（平成12年） - 設立50周年にともない、現在のロゴマークに変更、同時に英文社名をNippon Zeon Co.,Ltd.から、ZEON CORPORATION.に変更。
- 2005年（平成17年） - 本社を現住所（千代田区丸の内一丁目）に移設。
- 2006年（平成18年） - 研究開発センター 10号館完成。CPMEの開発とその工業化で2006年度有機合成化学協会賞受賞
- 2010年（平成22年） - 大阪証券取引所上場廃止。
- 2015年（平成27年）11月11日 - 「単層カーボンナノチューブ（CNT）」を量産する国内初の工場を稼働[2]。

## 主要関係会社
2019年3月末時点の子会社は62社、関連会社数は8社である。

### 国内グループ企業
- ゼオン化成
- 東京材料
- トウペ
- RIMTEC
- オプテス

### 海外グループ企業
- ZEON Chemicals L.P.

## 関係人物
- 藤田明
- 北見けんいち - 高校卒業後入社するも3ヶ月で退社している。

## 提供番組

### 現在
- 真相報道 バンキシャ!（日本テレビ系列）
- 所さんの目がテン!（同） - ローカルスポンサー
- 金バク!（岡山放送）
- KRYニュースライブ（山口放送）
- JNNニュース（毎日放送）- ローカルスポンサー（提供クレジットのみ）（土曜のみ）

### 過去
- 吉川なよ子の爽やかゴルフ、塩谷育代のゴルフ魅せます（テレビ東京系列） - 古河グループの1社として提供に参加。